# Liebersdorf
Liebersdorf ist ein Gemeindeteil des Marktes Bechhofen im Landkreis Ansbach (Mittelfranken, Bayern). Die Gemarkung Liebersdorf hat eine Fläche von 4,662 km². Sie ist in 403 Flurstücke aufgeteilt, die eine durchschnittliche Fläche von 11.567,39 m² haben.

## Geographie
Das Dorf liegt am Moosklingengraben, dem linken Oberlauf des Roßbachgrabens, der im Nachbardorf Großenried von rechts in die Altmühl mündet. Gegen Osten fällt das Gelände leicht ab und besteht aus Ackerland und Grünland. Die Flurgebiete werden Moosklinge und Im Gottendorf genannt. Auf gleicher Höhe befinden sich im Nordwesten der Schneidacker und im Nordosten die Stockäcker. Im Südwesten grenzt das Obere Neuholz an. Dort erhebt sich der Muckenbühl (458 m ü. NHN). Im Süden liegt das Neuholz. Dort entspringt der Holzwiesengraben, der ein Kilometer östlich von Großenried als rechter Zufluss in die Altmühl mündet.
Eine Gemeindeverbindungsstraße führt nach Bechhofen zur Kreisstraße AN 56 (2,7 km südlich) bzw. nach Thann zur Kreisstraße AN 55 (2,2 km nördlich). Weitere Gemeindeverbindungsstraßen führen nach Sachsbach zur Kreisstraße AN 54 (2 km westlich) und nach Großenried zur AN 56 (2 km östlich).

## Geschichte
Liebersdorf lag teils im Fraischbezirk des ansbachischen Oberamtes Feuchtwangen, teils im Fraischbezirk des eichstättischen Oberamtes Wahrberg-Herrieden. 1732 bestand der Ort aus 15 Anwesen (Feuchtwangen: 4 Höfe, 7 Halbhöfe; Wahrberg-Herrieden: 2 Höfe, 1 Halbhof, 1 Gütlein mit Backrecht und Zapfenwirtschaft). Außerdem gab es noch ein Gemeindehirtenhaus. Die Dorf- und Gemeindeherrschaft und die Grundherrschaft über alle Anwesen stand dem Kastenamt Herrieden zu. An diesen Verhältnissen änderte sich bis zum Ende des Alten Reiches nichts. Von 1797 bis 1808 unterstand der Ort dem Justiz- und Kammeramt Feuchtwangen.
1806 kam Liebersdorf an das Königreich Bayern. Mit dem Gemeindeedikt (frühes 19. Jahrhundert) wurde Liebersdorf dem Steuerdistrikt Großenried zugewiesen. Wenig später entstand die Ruralgemeinde Liebersdorf. Sie war in Verwaltung und Gerichtsbarkeit dem Landgericht Herrieden und in der Finanzverwaltung dem Rentamt Herrieden zugeordnet (1919 in Finanzamt Herrieden umbenannt). Ab 1862 gehörte Liebersdorf zum Bezirksamt Feuchtwangen (1939 in Landkreis Feuchtwangen umbenannt) und seit 1929 zum Finanzamt Ansbach. In der Gerichtsbarkeit blieb das Landgericht Herrieden zuständig (1879 in Amtsgericht Herrieden umbenannt), seit 1931 ist es das Amtsgericht Ansbach. Die Gemeinde hatte 1964 eine Gebietsfläche von 4,701 km². Im Zuge der Gebietsreform in Bayern wurde die Gemeinde am 1. Januar 1971 nach Bechhofen eingemeindet.

### Baudenkmäler
- 500 m außerhalb des Ortes am Großenrieder Weg befindet sich auf einem Steinsockel ein Wegkreuz mit einem gusseisernen Kruzifixus aus der 2. Hälfte des 19. Jahrhunderts[13]
- Die katholische Ortskapelle in Liebersdorf ist ein kleiner massiver Satteldachbau aus Sandsteinquader, bez. 1851; mit Ausstattung.[13]
- 150 m außerhalb des Orts, am Thanner Weg, befindet sich ein Wegkreuz auf einem Steinsockel mit gusseiserner Kruzifixus aus der 2. Hälfte des 19. Jahrhunderts[13]

### Einwohnerentwicklung
| Jahr      | 1818   | 1840   | 1852   | 1855   | 1861   | 1867   | 1871   | 1875   | 1880   | 1885   | 1890   | 1895   | 1900   | 1905   | 1910   | 1919   | 1925   | 1933   | 1939   | 1946   | 1950   | 1952   | 1961   | 1970   | 1987   | 2001   | 2011 | 2017   | 2023  |
| Einwohner | 102    | 105    | 115    | 106    | 107    | 99     | 100    | 99     | 112    | 118    | 117    | 112    | 105    | 111    | 112    | 120    | 123    | 110    | 95     | 170    | 171    | 152    | 130    | 111    | 125    | 115    | 118  | 110    | 117   |
| Häuser    | 18     | 18     |        |        |        |        | 20     |        |        | 21     | 18     |        | 20     |        |        |        | 18     |        |        |        | 21     |        | 24     |        | 27     |        |      |        |       |
| Quelle    | [ 15 ] | [ 16 ] | [ 17 ] | [ 17 ] | [ 18 ] | [ 19 ] | [ 20 ] | [ 21 ] | [ 22 ] | [ 23 ] | [ 24 ] | [ 17 ] | [ 25 ] | [ 17 ] | [ 26 ] | [ 17 ] | [ 27 ] | [ 17 ] | [ 17 ] | [ 17 ] | [ 28 ] | [ 17 ] | [ 10 ] | [ 29 ] | [ 30 ] | [ 31 ] |      | [ 32 ] | [ 2 ] |

## Religion
Der Ort ist römisch-katholisch geprägt und bis heute nach St. Laurentius (Großenried) gepfarrt. Protestanten gab es erst seit Anfang des 20. Jahrhunderts. Sie waren ursprünglich nach St. Johannis (Bechhofen) gepfarrt, heute sind sie nach St. Peter (Thann) gepfarrt.